# 恩賀徳之助
恩賀 徳之助（おんが とくのすけ、1877年（明治10年）1月21日 - 1963年（昭和38年）1月16日）は、日本の実業家、政治家。衆議院議員。

## 経歴
和歌山県那賀郡粉河村で、恩賀定一郎の二男として生まれる。大阪桃山学校を経て東京法学院で学んだが、二年で中退し、帰郷して家業の綿ネル製造業に従事。
1904年8月、北海道函館に移り末広町で呉服太物商を営む。以後、函館商業会議所議員、同常議員、函館呉服太物卸商組合長、函館区会議員、同議長、函館市会議員、同初代・第3代議長（1922年11月7日から1923年6月4日、1924年11月21日から1926年10月30日）、北海道会議員などを歴任。
1932年2月、第18回衆議院議員総選挙で北海道第三区から出馬し当選した林儀作が1935年1月に死去し、同年7月の補欠選挙に出馬して当選し、衆議院議員を一期務めた。
その他、函館地方裁判所金銭債務調停委員、同商事調停委員、函館市復興委員、(財) 函館共愛会理事、北海道都市計画地方委員、立憲民政党函館支部長などを務めた。